# Frosinone
För provinsen, se Frosinone (provins).
Frosinone (FR) är en stad och kommun och huvudstad i provinsen Frosinone i regionen Lazio, Italien. Kommunen hade 46 054 invånare (2018) och gränsar till kommunerna Alatri, Arnara, Ceccano, Ferentino, Patrica, Supino, Torrice och Veroli.
I staden finns fotbollslaget Frosinone Calcio.